# Ophion perkinsi
Ophion perkinsi là một loài tò vò trong họ Ichneumonidae.